# 切斯特大學
切斯特大學是英國柴郡的一所公立大學，在切斯特有三個校區，另外一個位於沃靈頓。

## 歷史

### 20世紀
1839年，英國國教會在切斯特成立切斯特教區主教培訓學院（Chester Diocesan Training College），創始人包括威廉·格萊斯頓和第十四代德比伯爵。它是英國最早成立的教師培訓學院之一，1842年格萊斯頓為該大學揭幕，10名男性學院進入帕克蓋特路（Parkgate Road）的校區學習。
1931年成為利物浦大學附屬學院。1930年代面臨關閉的危險，但經過切斯特主教傑佛里·費舍的運作，危險於1933年解除，隨後不斷擴建。1961年首次有女性學員入學，1963年改名為切斯特教育學院（Chester College of Education）。
1990年代早期開展1000萬英鎊的校區改善工程，1996年成為切斯特大學學院（University College Chester）。但因為1999年政府改變對大學學院的要求而被撤銷稱號，改回切斯特高等教育學院，此時在公眾文獻上依舊以利物浦大學學院的身份出現。

### 21世紀
2002年大學擴建，Warrington Collegiate Institute併入其中。2003年開始自主頒發學位證書，再次稱切斯特大學學院。不過直到2005年為止，切斯特大學一直還提供利物浦大學的學位證書。
2005年獲得正式大學資格，改稱切斯特大學（University of Chester）。

## 組織

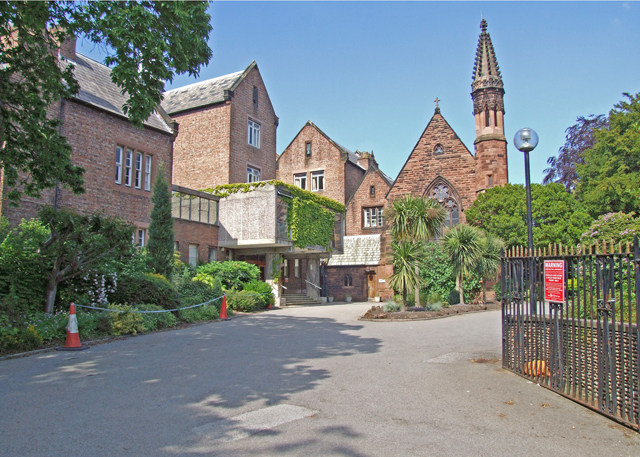
切斯特大學校區

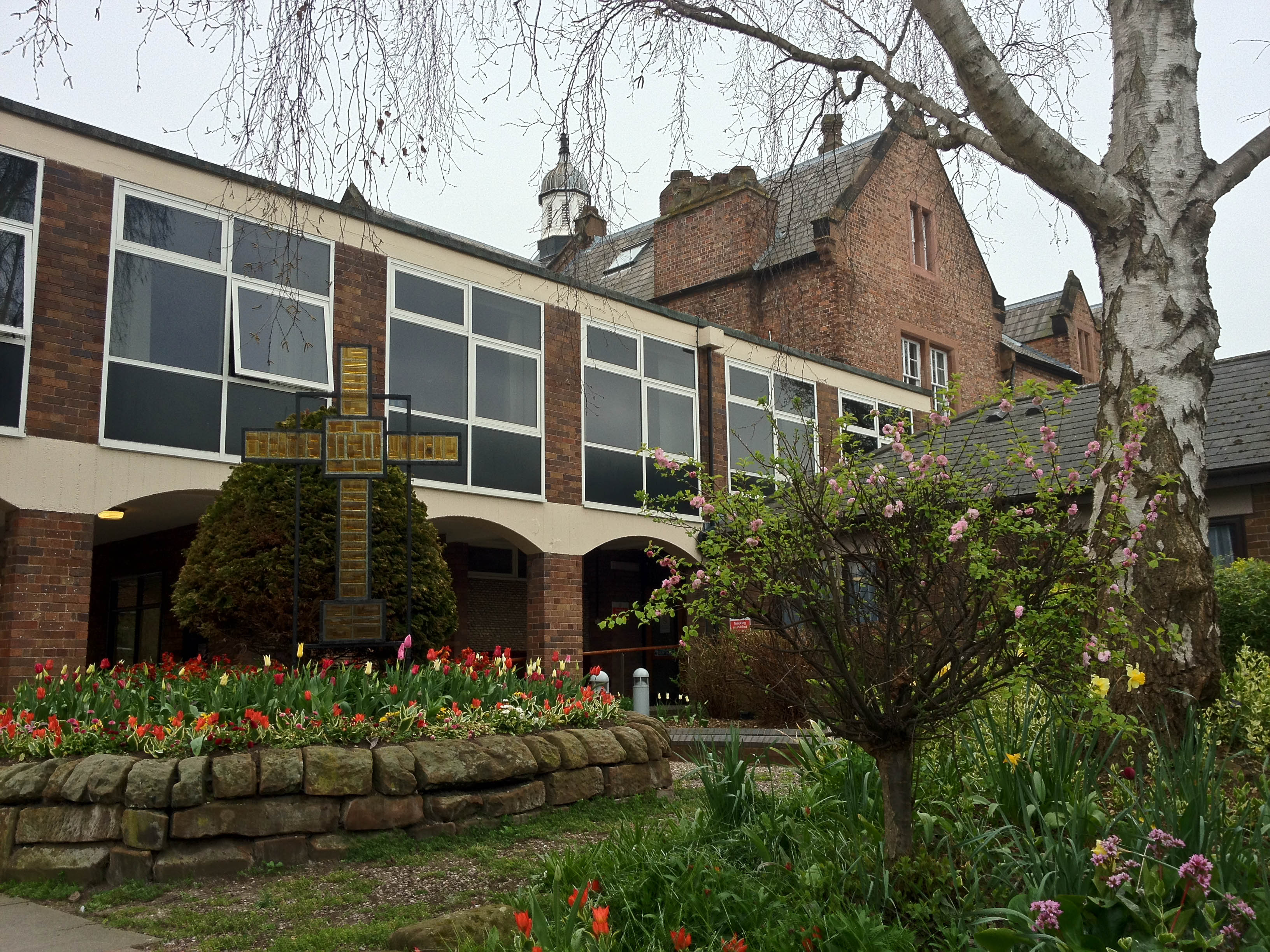
切斯特校區的十字架

該大學有七個系，其中五個被進一步劃分成不同的學術部門：
應用科學系
- 生物科學部（Department of Biological Sciences）
- 臨床科學部（Department of Clinical Sciences）
- 計算機科學、信息系統和數學部（Department of Computer Science, Information Systems and Mathematics）
- 運動科學部（Department of Sport and Exercise Sciences）

商業、企業和終生學習系
- 商業、管理和策略部（Department of Business, Management and Strategy）
- 金融合資源管理部（Department of Finance and Resource Management）
- 市場、旅遊和事件管理部（Department of Marketing, Tourism and Events Management）
- 工作相關研究中心Centre for Work Related Studies）

藝術和媒體系
- 藝術與設計部（Department of Art and Design）
- 媒體部（Department of Media）
- 表演藝術部（Department of Performing Arts）

人文系
- 英語部（Department of English）
- 歷史和考古學部（Department of History and Archaeology）
- 現代語言部（Department of Modern Languages）
- 神學和宗教研究部（Department of Theology and Religious Studies）

社會科學部
- 地理和發展研究部（Department of Geography and Development Studies）
- 法學部（Department of Law）
- 心理學部（Department of Psychology）
- 社會和輔導研究部（Department of Social and Counselling Studies）

教育與兒童服務系
健康與社會關懷系

## 排名
根據2021衛報大學指南，該大學在全英處於第82位，泰晤士河星期天泰晤士大學指南則將其列在第61位。切斯特大學在西北英格蘭的12所大學中排第10位。

## 擴展閱讀
- Burek, Cynthia and Stilwell, Richard, Geodiversity Trail: Walking Through the Past on the University's Chester Campus (Chester: Chester Academic Press, 2007)
- Astbury, Stanley, A History of Chester Diocesan Training College (Chester: Chester College, 1946)
- Bradbury, John Lewis, Chester College and the Training of Teachers, 1839–1975 (Chester: Chester College, 1975)
- Dunn, Ian, The University of Chester, 1839–2008: The Bright Star in the Present Prospect, 3rd edn (Chester: University of Chester Press, 2012)
- Newton, Elsie, The Padgate Story 1946–2006 (Chester: Chester Academic Press, 2007)
- White, Graeme J (ed.), Perspectives of Chester College: 150th Anniversary Essays, 1839–1989 (Chester: Chester College, 1989)

## 外部連結
- 官方网站
- Chester Students' Union （页面存档备份，存于）